# Satureja orjenii
Satureja orjenii là một loài thực vật có hoa trong họ Hoa môi. Loài này được Šilic miêu tả khoa học đầu tiên năm 1974 publ. 1975.